# Angie (serie televisiva 2006)
Angie è una sit-com tedesca prodotta da Sony Pictures Film und Fernseh Produktion e trasmessa dal 2006 al 2008 dall'emittente RTL Television. Protagonista, nel ruolo di Angie Leibold, è l'attrice  Mirja Boes; altri interpreti principali sono Angelika Milster, Charlotte Bohning, Kirstin Hesse, Roland Peek e Manuel Cortez.
La serie si compone di 2 stagioni, per un totale di 19 episodi, della durata 23 minuti ciascuno. Il primo episodio, intitolato Reif für die Insel, venne trasmesso in prima visione il 24 novembre 2006; l'ultimo, intitolato Schiff ahoi! , venne trasmesso in prima visione il 7 marzo 2008.

## Trama
Protagonista delle vicende è Angie Leibold, una trentenne che vive assieme alla madre Inge e che lavora in una profumeria.  Suoi colleghi di lavoro, nonché grandi amici sono Hannah, Melanie e Boris.

## Personaggi e interpreti
- Angie Leibold, interpretata da Mirja Boes
- Inge Leibold, interpretata da Angelika Milster: è la madre di Angie.[1][2]
- Hannah, interpretata da Charlotte Bohning: è un'amica e collega di lavoro di Angie[1]
- Melanie, interpretata da Kirstin Hesse: è un'amica e collega di lavoro di Angie
- Boris Steinkamp, interpretato da Roland Peek (s. 1) e da Manuel Cortez (s. 2): è un amico e collega di lavoro di Angie[1]

## Episodi
| Stagione         | Puntate | Prima TV Germania | Prima TV Italia |
| ---------------- | ------- | ----------------- | --------------- |
| Prima stagione   | 9       | 2006              | inedita         |
| Seconda stagione | 10      | 2008              | inedita         |

## Ascolti
Il primo episodio della serie fu seguito da 3 070 000 telespettatori, con uno share del 10,7%.